# آدام پتروویچ اوزاروفسکی
آدام پتروویچ اوزاروفسکی (لهستانی: Adam Ożarowski؛ ۱۷۷۶ – ۳۰ نوامبر ۱۸۵۵) فرد نظامی اهل امپراتوری روسیه بود. وی همچنین برندهٔ جوایزی همچون پور لی میریت شده‌است.